# Port lotniczy Tesenej
Port lotniczy Tesenej (IATA: TES, ICAO: HHTS) – międzynarodowy port lotniczy położony w Tesenej. Jest czwartym co do wielkości portem lotniczym w Erytrei.